# Gouderakse brug
De Gouderaksebrug is een ophaalbrug in de provinciale weg N207 over de getijderivier de Hollandsche IJssel bij Gouda, in de Nederlandse provincie Zuid-Holland. De brug vormt – samen met de Haastrechtse brug – een belangrijke oeververbinding tussen Gouda (Kanaaldijk) en de Krimpenerwaard (via de provinciale weg N207).
De doorvaartbreedte is 22,4 meter en de doorvaarthoogte van NAP +5,20 meter.
De brug is voor bediening aan te roepen op marifoonkanaal 18. De brug wordt met behulp van camera's op afstand bediend door Brugbedieningscentrum Steekterpoort van de Provincie Zuid-Holland te Alphen a/d Rijn
Over de naam van de brug was niet direct eenduidigheid. In 2011 stelde de Goudse straatnamencommissie voor de brug Verbindingsasje te noemen, een eerbetoon aan de voormalige gedeputeerde Asje van Dijk, die zich voor de aanleg van de randweg bij de brug enorm had ingezet. Omdat de brug op het grondgebied van de voormalige gemeente Ouderkerk ligt, werd aan de gemeenteraad van deze gemeente om instemming gevraagd. Deze stemde niet in met de voorgestelde naam, uiteindelijk werd een compromis gevonden: de brug kreeg de naam Gouderaksebrug en de weg door de polder Verbindingsasje.

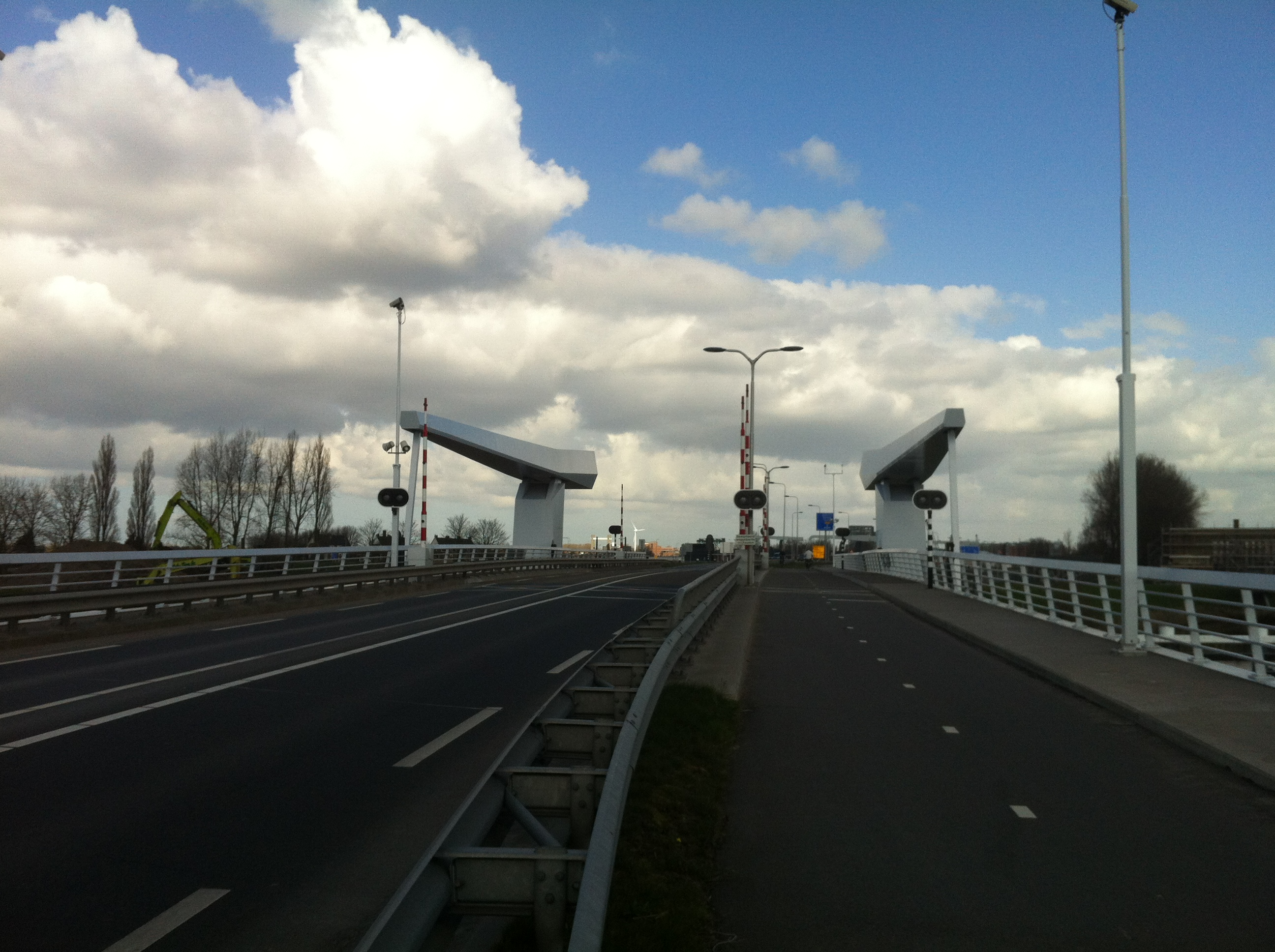
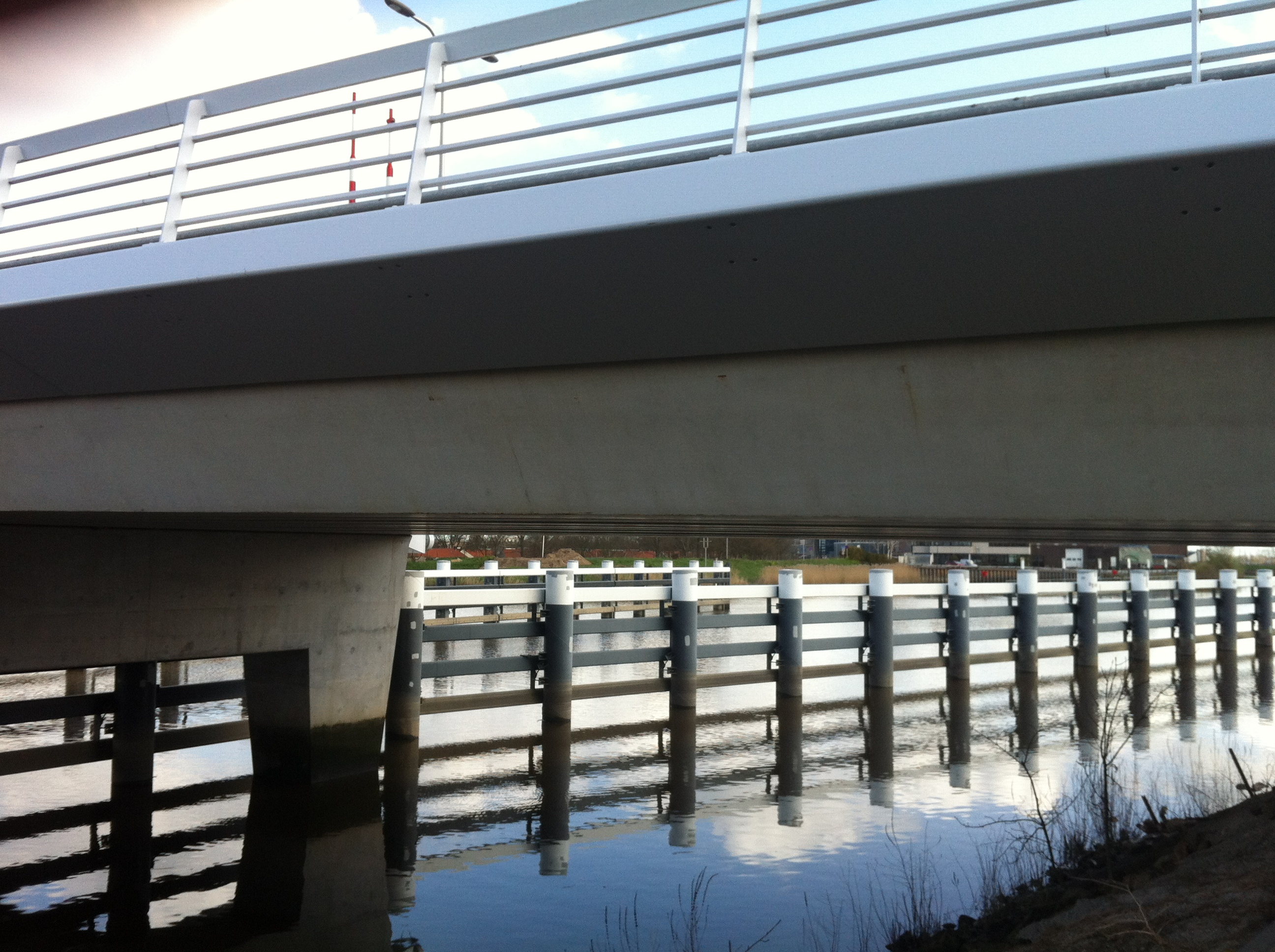